# Ameriprise Financial
Ameriprise Financial, «Америпрайс Файнэ́ншиэл» — американская финансовая компания, предоставляет услуги страхования, управления активами, управления частным капиталом. С 1984 по 2005 год была частью American Express.
В 2015 году компания заняла 34-е место среди крупнейших инвестиционных компаний мира по размеру активов под управлением ($629 млрд).

## История
Ameriprise Financial образовалась в 2005 году в результате отделения дочерней компании по оказанию финансовых услуг American Express в самостоятельную компанию. Старейший предшественник, Investors Syndicate, был основан Джоном Таппаном в 1894 году. В 1925 году этот синдикат инвесторов объединился с инвестиционной компанией Риджвея (англ. J. R. Ridgway, Sr.). В 1949 году Investors Syndicate был переименован в Investors Diversified Services, Inc. в связи с расширением спектра услуг, в частности с 1937 года компания стала заниматься ипотечным кредитованием, а в 1940 году был основан один из первых взаимных фондов, Investors Mutual Fund. В 1979 году эта компания была поглощена Alleghany Corporation, которая через пять лет продала её American Express; на её основе была образована дочерняя компания American Express Financial Corporation. В 2003 году была куплена и включена в её состав лондонская компания по управлению активами Threadneedle Asset Management Holdings.
После обретения самостоятельности были куплены H&R Block Financial Advisors (за $315 млн в 2008 году), J. & W. Seligman & Co. (за $400 млн также в 2008 году) и Columbia Management (за $1,2 млрд у Bank of America в 2010 году).

## Деятельность
Основной регион деятельности — США, на него приходится 91 % активов и 94 % оборота. Также компания присутствует в Великобритании и некоторых других странах Европы (Австрия, Швейцария, Люксембург) и Азии (Гонконг, Сингапур, Малайзия, ОАЭ).
Размер активов под управлением — $886 млрд, размер активов под администрированием — $216,1 млрд на 31 декабря 2020 года.
В структуре выручки компании в 2020 году основная часть пришлась на плату за оказанные услуги ($7,37 млрд), другие статьи дохода включают страховые премии ($1,4 млрд) и инвестиционный доход ($1,25 млрд).
Основные подразделения компании:
- Advice & Wealth Management — финансовые консультации и управление частным капиталом; выручка в 2020 году составила $6,68 млрд, активы — $21,3 млрд
- Asset Management — управление активами; выручка составила $2,89 млрд, активы — $8,4 млрд
- Retirement & Protection Solutions — страхование (пенсионное, жизни, имущества, от утраты трудоспособности); выручка составила $3,09 млрд, активы — $114,9 млрд[1].

Компания оказывает доверительное управление институциональным клиентам через дочернюю компанию Columbia Management Investment Advisers, LLC с активами $350 млрд (из них $200 млрд в акциях).

## Руководство
Компанию с марта 2001 года возглавляет Джеймс Крачьоло (англ. James M. Cracchiolo) (до сентября 2005 года American Express Financial Corporation).

## Акционеры
Крупнейшие владельцы акций Ameriprise Financial на 31 марта 2017 года.
| Название акционера                                 | Количество акций | Процент |
| -------------------------------------------------- | ---------------- | ------- |
| The Vanguard Group, Inc.                           | ▲ 12,404,472     | 8.11    |
| BlackRock Capital Management, Inc.                 | ▼ 10,640,305     | 6.95    |
| T. Rowe Price Associates, Inc.                     | ▼ 9,832,606      | 6.43    |
| Norges Bank Investment Management                  | ▼ 9,530,202      | 6.16    |
| State Street Global Advisors, Inc.                 | ▼ 7,324,202      | 4.79    |
| J.P. Morgan Investment Management Inc.             | ▲ 5,939,366      | 3.88    |
| Mellon Capital Management Corporation              | ▲ 3,906,928      | 2.55    |
| Government Pension Fund of Norway Global           | ▲ 3,748,678      | 1.95    |
| UBS Securities LLC                                 | ▲ 2,669,008      | 1.74    |
| LSV Asset Management                               | ▼ 2,623,218      | 1.71    |
| Reed Conner & Birdwell LLC                         | ▲ 2,360,259      | 1.54    |
| TIAA-CREF Investment Management, LLC               | ▼ 2,253,819      | 1.47    |
| Barrow, Hanley, Mewhinney & Strauss, LLC           | ▼ 2,165,901      | 1.41    |
| Wells Capital Management, Inc.                     | ▲ 2,104,154      | 1.37    |
| Northern Trust Investments, N.A.                   | ▼ 2,010,040      | 1.31    |
| Deutsche Investment Management Americas Inc.       | ▲ 1,928,842      | 1.26    |
| Goldman Sachs Asset Management, L.P.               | ▼ 1,771,266      | 1.16    |
| State Street Global Advisors (Australia) Limited   | ▼ 1,769,732      | 1.16    |
| Lyrical Asset Management LP                        | ▲ 1,712,228      | 1.12    |
| American Century Investment Management, Inc.       | ▲ 1,566,984      | 1.02    |
| Geode Capital Management, LLC                      | ▲ 1,518,704      | 0.99    |
| Brown Investment Advisory, Inc.                    | ▼ 1,275,990      | 0.83    |
| Numeric Investors LLC                              | ▲ 1,133,713      | 0.74    |
| Epoch Investment Partners, Inc.                    | ▼ 1,048,735      | 0.68    |
| O’Shaughnessy Asset Management, LLC                | ▲ 981,353        | 0.64    |
| Merrill Lynch, Pierce, Fenner & Smith Inc.         | ▲ 980,365        | 0.64    |
| Teachers Advisors, LLC                             | ▼ 929,080        | 0.60    |
| BMO Asset Management Inc.                          | ▼ 920,148        | 0.60    |
| FMR Co., Inc.                                      | ▲ 918,638        | 0.60    |
| Dimensional Fund Advisors, Inc.                    | ▲ 914,983        | 0.60    |
| AQR Capital Management, LLC                        | ▲ 914,345        | 0.60    |
| Wellington Management Company, LLP                 | ▲ 853,885        | 0.56    |
| APG Asset Management N.V.                          | ▲ 853,885        | 0.56    |
| Pacific Investment Management Company, LLC         | ▼ 830,498        | 0.54    |
| Lord, Abbett & Co. LLC                             | ▲ 811,309        | 0.53    |
| Legal & General Investment Management America Inc. | ▲ 746,810        | 0.49    |
| ClearBridge Investments, LLC                       | ▲ 692,929        | 0.45    |

## Дочерние компании
- Ameriprise International Holdings GmbH (Швейцария, холдинговая компания для деятельности вне США)
- Threadneedle Asset Management Holdings Sàrl (Люксембург, инвестиционные услуги в странах Европы, Ближнего Востока и Африки)
- Ameriprise Asset Management Holdings GmbH (Швейцария, инвестиционные услуги для стран Азии)
- Columbia Management Investment Advisers, LLC (США)
- J. & W. Seligman & Co. Incorporated (США)
- Columbia Management Investment Distributors, Inc.
- Columbia Management Investment Services Corporation
- AMPF Holding Corporation
- American Enterprise Investment Services Inc.
- Ameriprise Financial Services, Inc.
- RiverSource Distributors, Inc.
- RiverSource Life Insurance Company (США, страхование)
- RiverSource Life Insurance Co. of New York (США, страхование)
- IDS Property Casualty Insurance Company (США, страхование)
- Ameriprise Certificate Company
- Ameriprise Trust Company (США, трастовые услуги)
- Ameriprise National Trust Bank (США, трастовые и другие финансовые услуги)